# Canan Topçu
Canan Topçu (Bursa, 1965) est une femme de lettres turco-allemande. 

## Biographie
Elle arrive en Allemagne en 1973 et étudie la littérature à la Leibniz Universität Hannover. Ses œuvres parlent surtout de la migration et l'intégration. En 2003, elle commença à travailler comme professeur du Hochschule Darmstadt

## Œuvres
- May Ayim, Canan Topçu (Red.): …aus dem Inneren der Sprache. Internat. Kulturwerk, Hildesheim 1995
- Canan Topçu: EinBÜRGERung. Lesebuch über das Deutsch-Werden. Portraits, Interviews, Fakten. 1. Aufl., Brandes & Apsel, Frankfurt am Main 2007